# 噶尔弼 (纳喇氏)
噶尔弼（？—1727年），清朝将领。镶红旗满洲人，纳喇氏。

## 生平
噶尔弼初任前锋参领，升任为镶红旗护军统领。准噶尔汗国策妄阿喇布坦派大策零敦多布袭据西藏。康熙五十八年（1719年），噶尔弼协助总督年羹尧治军事。康熙五十九年（1720年），为定西将军，统四川、云南兵出拉里（今西藏嘉黎县），间道入西藏，同延信共讨大策零敦多布，率先攻克拉萨。康熙六十年（1721年），授定西将军往西藏代替延信。又擢镶蓝旗蒙古都统。奉命往守西藏，托病不行，旋即革职，夺官论斩。雍正元年（1723年），雍正帝胤禛即位，赦免其死罪，赐都统衔从军。又署固原提督、布隆吉尔副将军，升镶红旗汉军都统。雍正三年（1725年），擢升为奉天（今辽宁沈阳）将军。雍正五年（1727年），去世。